# خرشنة الإنكا
خرشنة الإنكا هي طائر بحري في عائلة الخرشناوات، والنوع الوحيد في جنس الخرشنة النورسية، تتوالد في البيرو وشيلي ونطاقها محصور بالمناطق المحيطية المتأثرة بالتيار المحيطي المعروف باسم (Humboldt Current)، وتعد زائرة نادرة بدون انتظامٍ للساحل الجنوب الغربي للإكوادور.